# ألتليس
ألتليس (بالإنجليزية: Altels)‏ هو أحد جبال سلسلة جبال الألب البرنية وجزء من القمة الأم بالمورن يقع في كانتون برن وكانتون فاليز سويسرا. يبلغ ارتفاع الجبل حوالي 3629 متر، بينما يبلغ ارتفاع نتوء الجبل 101 متر.